# 미둔역
미둔역(彌屯驛)은 조선민주주의인민공화국 함경남도 고원군 미둔리에 위치한 평라선의 철도역이다.

## 연혁
- 1937년 12월 16일: 평원동부선 성내 - 고원 간 개통과 함께 영업 개시[1]
- 1941년 4월 1일: 평원선으로 편입[2]
- 일자 불명: 평라선으로 편입

## 같이 보기
- 조선민주주의인민공화국의 철도